# Prometheus (moteur-fusée)
Pour les articles homonymes, voir Prometheus.
Prometheus (Precursor Reusable Oxygen METHan cost Effective Engine) est un moteur-fusée à ergols liquides prototype de la classe des 100 tonnes de poussée développé par ArianeGroup dans le but de mettre au point les techniques qui seront utilisées par les lanceurs de l'Agence spatiale européenne à l'horizon 2030 (future version d'Ariane 6 ou Ariane Next). Il sera également utilisé par Maia, un projet français de lanceur léger partiellement réutilisable, à l'horizon 2026.
L'objectif est de diviser par dix le coût de production de ce type d'engin, tout en gardant une poussée de 100 tonnes et une impulsion spécifique de 360 secondes. Ce moteur brûle un mélange d'oxygène liquide et de méthane liquide, est entièrement contrôlé par électronique et fabriqué par imprimante 3D. Il est également conçu pour être réallumable plusieurs fois, une capacité essentielle pour permettre l'atterrissage et la récupération de la fusée. La première mise à feu a lieu en 2022.

## Caractéristiques techniques
Pour parvenir à réduire les coûts, les promoteurs du Prometheus misent sur une conception simplifiant le processus de fabrication : 50 % des pièces de Prometheus pourraient être réalisées en impression 3D, notamment certaines tuyauteries et vannes, ou la chambre de combustion. Au passage, la fabrication additive permettra de repenser la conception de certains composants de façon à diminuer le nombre de pièces.
Le moteur brûle de l'oxygène liquide et du méthane liquide. Le méthane liquide est moins énergétique que l'hydrogène liquide utilisé par le moteur Vulcain d'Ariane 6, mais il peut être stocké à des températures plus élevées (-161°C contre -253°C pour l’hydrogène), ce qui permet d'alléger et de simplifier le réservoir et les circuits d'alimentation et d'éviter la fragilisation par l'hydrogène ; sa densité est bien plus élevée que celle de l'hydrogène (420 kg/m3 contre 70 kg/m3), ce qui permet de diminuer la taille du réservoir et de ne nécessiter qu'une seule turbopompe au lieu de deux (commune à celle de l'oxygène liquide). En parallèle, dans l'optique de réaliser un lanceur réutilisable, il faudra emporter plus de carburant pour freiner, se stabiliser et se diriger en vue de l'atterrissage (environ 30 % d'ergols supplémentaires).
La poussée est modulable entre 30 et 110 % de la poussée nominale fixée à 100 tonnes. Le moteur pourrait remplacer le Vulcain sur le lanceur Ariane Next qui prendra la suite d'Ariane 6. L'objectif est de réduire de dix à un million d'euros le coût de production de chaque moteur. Celui-ci serait utilisé à la fois sur le premier étage (sept ou neuf exemplaires) et  sur l'étage supérieur (un exemplaire). Ce moteur serait réutilisable au moins cinq fois.
L'alimentation en ergols est assurée par un générateur de gaz. La chambre de combustion est refroidie par le méthane. Le mélange méthane/oxygène est injecté avec un ratio de 3,5 dans la chambre de combustion où la pression est portée à 100 bars.

## Déroulement du projet
ArianeGroup et le CNES ont initié en 2015 un partenariat pour développer un moteur-fusée de la classe des 100 tonnes à faible coût et réutilisable susceptible de propulser la génération de lanceurs qui succédera à Ariane 6. En décembre 2017, l'Agence spatiale européenne a débloqué un budget de cent millions d'euros au titre de son programme Future Launcher Preparatory Programme (FLPP Néo) pour la réalisation de deux prototypes par ArianeGroup qui effectueront leurs premiers tests sur banc d'essais vers 2021. La France finance ce projet à hauteur de 63 %, les autres contributeurs étant l’Allemagne et l’Italie (Avio fournissant la turbopompe à oxygène liquide).
Le 12 janvier 2021, le président français Emmanuel Macron annonce que 15 millions d'euros issus du plan de relance seront dédié au développement de Prometheus. Ce financement doit permettre d'accélérer la mise au point du moteur et de « gagner un an ». Ce financement intervient dans un contexte de doute sur la viabilité du nouveau lanceur Ariane 6 notamment de la part du ministre des Finances français,.
En 2022, les premiers allumages de Prometheus sont réalisés à Vernon (Eure) .
Le 23 juin 2023  ArianeGroup publie une vidéo d'un essai combiné du moteur Prometheus avec le premier étage du démonstrateur Themis (fusée) réalisé à Vernon (Eure). Cet essai d'une durée de 12 secondes est une première en Europe pour une fusée propulsée au Bio-Méthane et à l'Oxygène. ArianeGroup annonce également chercher à étendre la commercialisation du moteur Prometheus à d'autres entreprises par la création d'un « Prometheus Users Club ».
Le 20 octobre 2023, Prometeus a été allumé pendant 30s, suivi d'un réallumage, lui aussi réussi.
Le 20 juin 2025, de nouveaux essais concluants du moteur Prometheus ont été réalisés sur le site de Vernon, en France. Au cours de ces tests, le moteur a été réallumé à quatre reprises consécutives, constituant un progrès majeur dans le développement du moteur.
Feuille de route :

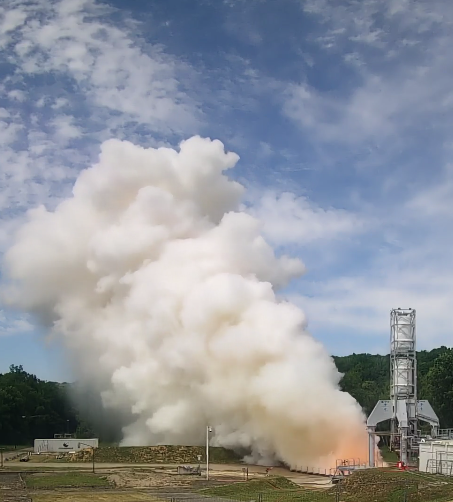
Le moteur Prometheus durant les tests menées le 20 Juin 2025.

- 2024-2025 : Campagne de démonstration de PROMETHEUS Mark-1au P5 DLR Lampoldhaussen
- 2025 : Campagne de démonstration de PROMETHEUS Mark-2 au P5 DLR Lampoldhaussen
- 2026 : Campagne de validation de PROMETHEUS Mark-2 au PF50 à Vernon
- 2030 (prévision) : Date du premier lancement